# Asthenothaerus
Asthenothaerus is een geslacht van tweekleppigen uit de  familie van de Thraciidae.

## Soorten
- Asthenothaerus diegensis (Dall, 1915)
- Asthenothaerus hemphilli Dall, 1886
- Asthenothaerus maxwelli B.A. Marshall, 2002
- Asthenothaerus rushii (Pilsbry, 1897)
- Asthenothaerus villosior Carpenter, 1864